# Bocé
Bocé là một xã trong vùng hành chính Pays de la Loire, thuộc tỉnh Maine-et-Loire, quận Saumur, tổng Baugé. Tọa độ địa lý của xã là 47° 30' vĩ độ bắc, 00° 04' kinh độ đông. Bocé nằm trên độ cao trung bình là 78 mét trên mực nước biển, có điểm thấp nhất là 39 mét và điểm cao nhất là 97 mét. Xã có diện tích 16,01 km², dân số vào thời điểm 1999 là 501 người; mật độ dân số là 31 người/km².

## Thông tin nhân khẩu
| 1962 | 1968 | 1975 | 1982 | 1990 | 1999 |
| ---- | ---- | ---- | ---- | ---- | ---- |
| 493  | 520  | 478  | 492  | 480  | 501  |

## Địa điểm tham quan
- Nhà thờ St. Martin de Vertou (thế kỉ thứ 11)